# Sardigna Natzione Indipendentzia

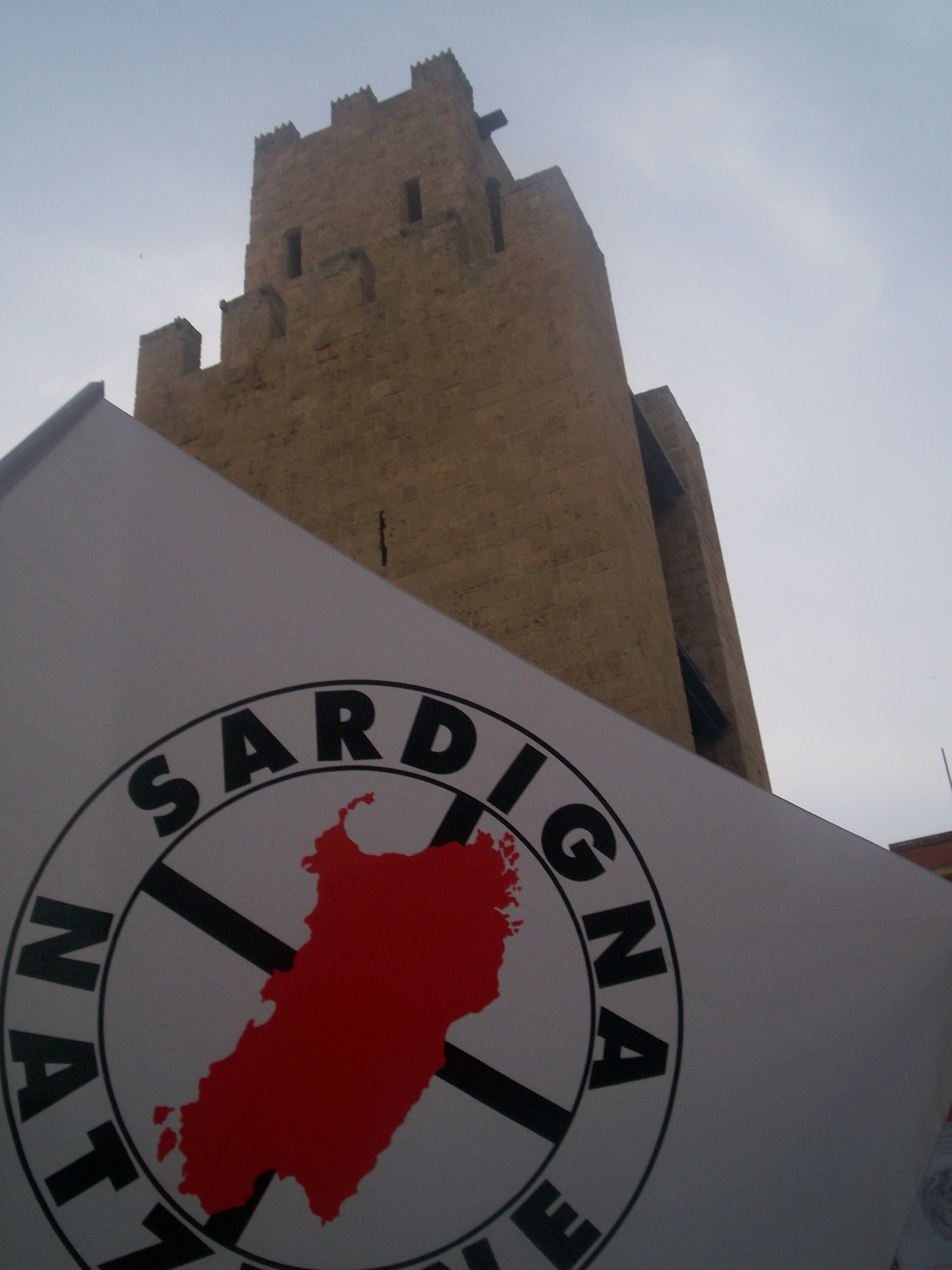
Bandeira do movimento

Sardigna Natzione Indipendentzia (Sardenha Nação Independência em sardo), comumente abreviado pela sigla SNI, é um partido político independentista sardo, fundado no ano de 1994 em  Nùoro com o nome de "Sardigna Natzione" por Anghelu Caria e outras quarenta pessoas provenientes do PSIN (sigla para Partidu Sardu Indipendentista). Após seu primeiro congresso, em julho de 2002, decidiu-se mudar o nome para o que é atualmente utilizado.
Suas comunicações oficiais, entre os órgãos do movimento e de seus militantes, é praticada quase que exclusivamente em sardo. O uso do italiano limita-se às comunicações com pessoas de fora do movimento e para grupos políticos cujas pessoas não entendem sardo. Essa postura tem o objetivo de fomentar o uso da língua, seja na variante institucional "LSC" (Limba Sarda Comuna) seja nas sub-variantes locais.